# Svartbukig tornbagge
Svartbukig tornbagge (Mordellochroa tournieri) är en skalbaggsart som först beskrevs av Carlo Emery 1876.  Svartbukig tornbagge ingår i släktet Mordellochroa, och familjen tornbaggar. Enligt den finländska rödlistan är arten starkt hotad i Finland. Enligt den svenska rödlistan är arten otillräckligt studerad i Sverige. Arten förekommer i Götaland, Öland och Svealand. Artens livsmiljö är torra gräsmarker.